# JETTY
JETTY（ジェティ）は、愛知県名古屋市港区港町にある商業施設。

## 概要
1991年（平成3年）10月に策定された「築地ポートタウン計画」における海洋文化・レクリエーションゾーンにおける名古屋港水族館利用客を主とする集客施設として立案された。これに対し、中部日本放送（CBC）の子会社である株式会社シービーシーフロンティアが提示した計画が採用された。1992年（平成4年）10月には民間事業者の能力の活用による特定施設の整備の推進に関する臨時措置法における特定施設に指定され、同年10月29日に開業を迎えた。1999年（平成11年）3月にはシービーシーフロンティアから名古屋港管理組合に対して施設が寄付され、以降の運営を財団法人名古屋港文化センター（のちに財団法人名古屋みなと振興財団と改称）が担うこととなった。

## 施設
施設は大きく4つのブロックに分かれている。
ジェティ・イースト（解体工事中）
ガーデンふ頭6号上屋をそのまま活用した。2021年（令和3年）に解体工事着手。
ジェティ・ウエスト
1階にフードコート（スガキヤ等）、2階にアウトレットストアを配置。
ジェティ・ノース
アメリカを意識したアクセサリーショップが入居する。
ジェティ・サウス
オープンスペース。

## 主な出来事
- 2001年（平成13年） - ジェティ・イーストの南側に「ジェティ広場」が整備された[1]。
- 2012年（平成24年） - 名古屋港JETTYに人魚姫のイラストなどが飾られていた。